# کاتسوو
کاتسوو (به آلمانی: Katzow) یک شهر در آلمان است که در فرپومرن-گرایفسوالد واقع شده‌است. کاتسوو ۶۵۵ نفر جمعیت دارد.